# Buritizeiro
Buritizeiro is een gemeente in de Braziliaanse deelstaat Minas Gerais. De gemeente telt 27.068 inwoners (schatting 2009).

## Aangrenzende gemeenten
De gemeente grenst aan Brasilândia de Minas, Ibiaí, João Pinheiro, Lagoa dos Patos, Lassance, Pirapora, Ponto Chique, Santa Fé de Minas, São Gonçalo do Abaeté, Três Marias en Várzea da Palma.